# Parque nacional natural Farallones de Cali
El parque nacional natural Farallones de Cali es una de las 59 áreas protegidas del sistema de Parques Nacionales Naturales de Colombia y una de las más antiguas, creada en 1968. Es igualmente una de las más importantes áreas protegidas del país, ya que por hallarse dentro de la zona del Chocó biogeográfico es una de las más diversas faunísticamente. Se encuentra situado en el departamento del Valle del Cauca.

## Generalidades

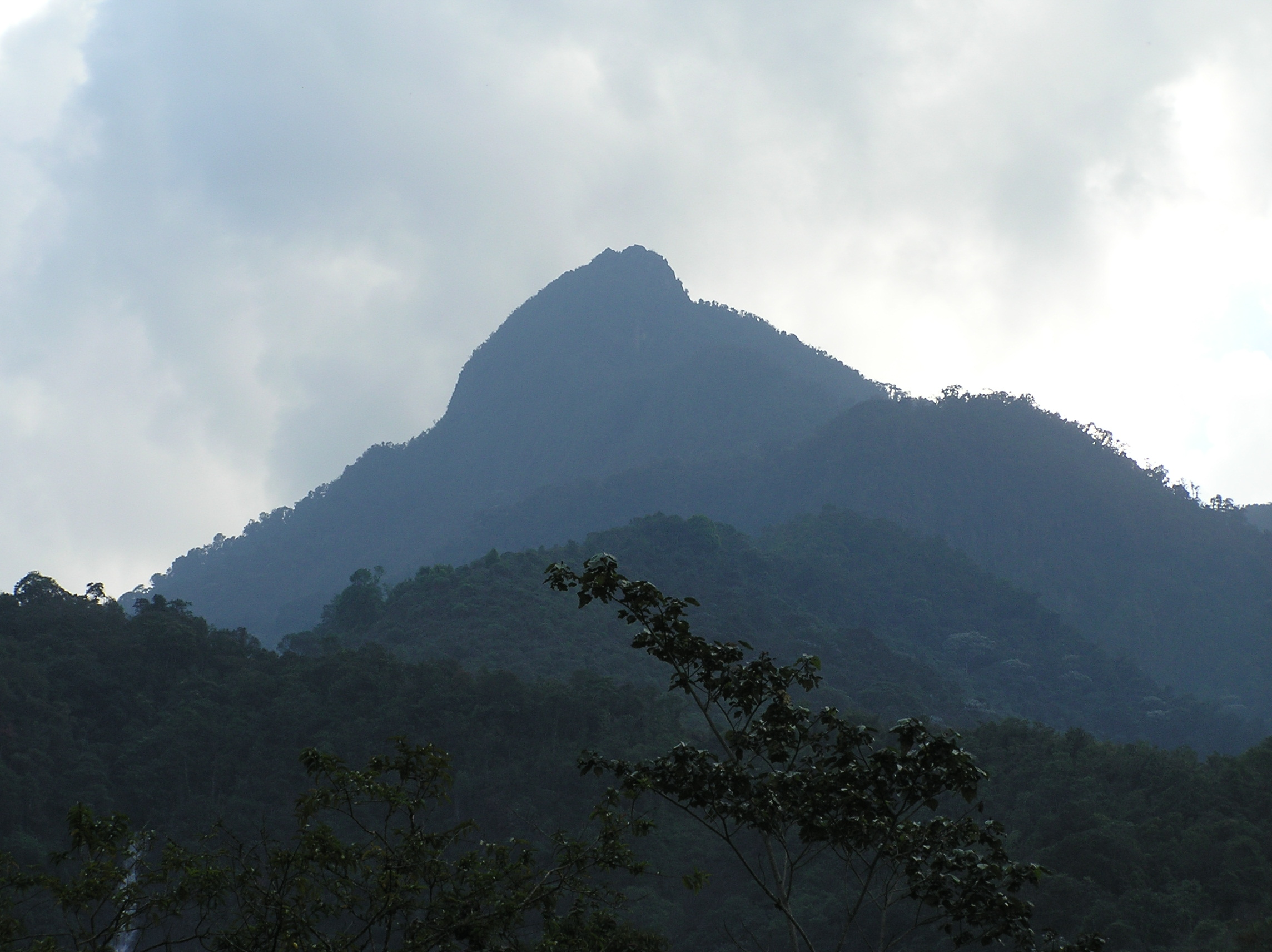
Pico del Loro

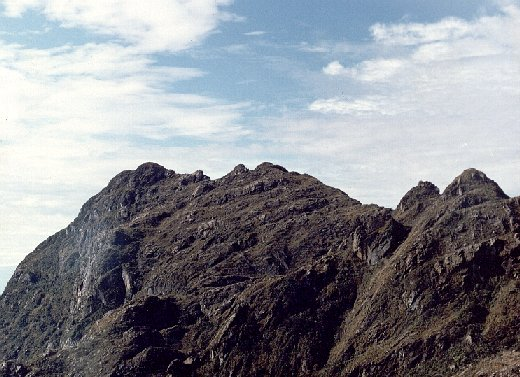
Punta Pance

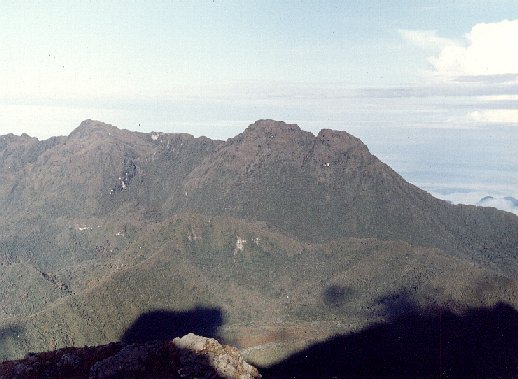
Macizo Cajambres

### Descripción
Está formado por un conjunto de montañas que separan las aguas de las cuencas del Pacífico de las que fluyen hacia el río Cauca. El parque posee cuatro pisos térmicos en los que sobresale una vegetación higrofítica o higrófila, más densa en el piedemonte del litoral pacífico.
El parque consta de 4 ecosistemas: bosque subandino húmedo (entre 200 y 1.200 metros de altitud), bosque andino húmedo (entre 1.200 y 2.000 metros sobre el nivel del mar), bosque altoandino húmedo (entre 2.000 y 3.500 metros de altitud) y páramo (con altitudes superiores a los 3.500 metros).
En la época de la conquista la planicie del alto Valle del Cauca estaba densamente poblada por indígenas, gran parte de los cuales pertenecían a la tribu de los Gorrones. En la vertiente oriental de la Cordillera Occidental habitaban los Timba, posiblemente pertenecientes a la familia lingüística Chibchas. En la cuenca del río Jamundi, que deben su nombre al cacique Xamundi; en la cuenca de Pance, habitaban los Panci o Pance y en la planicie adyacente a la margen izquierda del río Cauca, los Guaciales o Guachales.
Actualmente en el parque hay un pequeño reducto de indígenas Cholos del grupo Chocó, ubicado en las partes bajas de los ríos, hacia el Pacífico. También existen otros pequeños grupos aborígenes, tales como los Páez, los Nasa, Inga y Emberá-Chamí. Las comunidades afroamericanas también son un grupo importante que habita en las zonas aledañas de los farallones.

### Ubicación
Los Farallones de Cali se encuentran aproximadamente a 3° 15' Norte y entre los 76° y 78° Oeste, incluidos totalmente dentro del sistema de la cordillera occidental que se encuentra en el departamento del Valle del Cauca, en jurisdicciones de los municipios de Cali, Jamundí, Dagua y Buenaventura.
El parque incluye casi la totalidad de los farallones, que se encuentran a pocos kilómetros de la ciudad de Cali.

### Clima
Debido a la diferencia de altura entre el piedemonte (200 m s. n. m.)y las cimas de los farallones (4280 m s. n. m.), el parque registra una temperatura media anual entre 5 °C y 25 °C. Por tanto los climas que abarca el parque van de cálido y templado hasta frío. En su parte occidental los vientos provenientes desde el océano Pacífico modulan el clima haciéndolo más húmedo que en su parte oriental.

### Geología
Las rocas que conforman toda la Cordillera Occidental colombiana se encontraban en el lecho marino hace aproximadamente 200 millones de años. Estas rocas estaban conformadas por sedimentos que venían desde los ríos de la antigua costa de América del Sur y de los volcanes submarinos existentes. Debido al plegamiento de las placas tectónicas Suramericana y de Nazca se originó un fuerte vulcanismo que levantó dichas rocas desde el fondo marino hasta el lugar que se encuentran hoy. Esta cordillera continúa creciendo, aunque el encabalgamiento de la corteza oceánica sobre el continente se haya detenido.

### Hidrografía
El parque está dividido en dos cuencas hidrográficas, la del océano Pacífico (vertiente occidental) y la del río Cauca (vertiente oriental), siendo más caudalosa la primera. La gran riqueza hidrográfica de los farallones le permiten proveer de agua a los principales centros poblados y acueductos veredales de los municipios de Cali, Jamundí y Dagua, e igualmente le permite alimentar dos represas (embalses del Alto y Bajo Anchicayá) para generación de energía eléctrica en interconexión con líneas nacionales de distribución en el país. 
En el sector del Pacífico se destacan las cuencas de los ríos Anchicayá, Raposo, Cajambre, Yurumanguí y Naya. Estos ríos son navegables y el uso de sus aguas es de consumo doméstico para las comunidades locales, exceptuando unos pocos donde también se realizan extracciones mineras. Las precipitaciones en la vertiente occidental alcanzan los 6000 mm, y en la oriental los 3000 milímetros.

## Vida silvestre

### Vegetación y flora
La flora que aparece a 3500 m de altitud está compuesta por matorrales de ericáceas, bromelias terrestres, chusque, violeta silvestre y árbol alma negra; entre los 2000 y los 1000 m de altitud se ha desarrollado una gran diversidad vegetal, distinguiéndose palmas, ficus, cauchos, cargueros, ollas de mico, zapotes y camitos. El sotobosque es rico en epifitas y herbáceas de gran tamaño. En las zonas más bajas del parque, entre los 200 y los 1000 m, hacia la zona del Pacífico, se encuentra la selva húmeda con árboles hasta de 40 m de altura.

### Fauna
La diversidad de pisos térmicos que hay en el Parque, que van desde los 200 hasta los 4100 m s. n. m., facilitan la existencia de innumerables formas de vida. Existe gran diversidad de fauna representada en 109 especies de mamíferos (de las cuales 80 son de murciélagos y 5 de primates), 300 especies de aves (40% del total conocido en el país, de estas 13 son endémicas), 63 de reptiles, 40 de anfibios, 21 de peces.